# Dietmar Danner
Dietmar Danner (Mannheim, 29 novembre 1950) è un ex calciatore tedesco attivo principalmente negli anni settanta.

## Carriera

### Club
Centrocampista abile tecnicamente, valido lottatore, iniziò la carriera nell'Eintracht Plankstadt prima di trasferirsi al VfR Mannheim, una squadra della sua città natale. Nel 1971 fu acquistato dal Borussia Mönchengladbach, con cui giocò 179 partite di Bundesliga e si aggiudicò 3 titoli nazionali (1975, 1976 e 1977), 2 Coppe UEFA (1975 e 1979) e una Coppa di Germania (1973). Nel 1977 scese in campo nella finale della Coppa dei Campioni persa dal Borussia contro il Liverpool. Terminò la carriera con lo Schalke 04, con cui totalizzò 19 presenze nella stagione 1980-1981.

### Nazionale
Collezionò 6 presenze nella Nazionale tedesca occidentale dal 1973 al 1976. Con la sua selezione non rese come con la squadra di club, anche a causa di una serie di infortuni.

## Palmarès

### Competizioni nazionali
- Campionato tedesco: 3

Borussia Monchengladbach: 1974-1975, 1975-1976, 1976-1977
- Coppa di Germania: 1

Borussia Monchengladbach: 1972-1973

### Competizioni internazionali
- Coppa UEFA: 2

Borussia Monchenglabach: 1974-1975, 1978-1979